# Sant Martí de Cassà
Sant Martí de Cassà és una obra del municipi de Cassà de la Selva (Gironès) inclosa en l'Inventari del Patrimoni Arquitectònic de Catalunya.

## Descripció
El temple és bàsicament d'estil gòtic i presenta una planta de creu llatina. Antigament havia existit una església més petita d'estil romànic. De l'existència d'aquell temple hi ha algun vestigi (una gran arcada romànica, restes de capitell, columnes i pedres amb punt d'arcades, etc.) i algunes pedres d'una notable portalada que s'havien reutilitzat als murs del campanar i de la nau. L'actual església parroquial de Sant Martí és gòtica del segle xvi, amb elements renaixentistes a la façana i neoclàssics en les capelles del creuer. La nau mesura 32,30 m per 10,25 m d'ample. El creuer fa 46 m de llarg per 6 m d'ample. El campanar, per la seva part, mesura 45,50 m. De l'interior destaquem les claus de volta on apareixen esculpits Sant Martí, cavaller en una i Sant Martí, bisbe en una altra.

## Història
L'existència de l'antic temple romànic ve assenyalada en el 1019 per Jaime Villanueva i en aquell any figura amb el nom de "Sancti Martini de Caçano a la Canònica Gerundensis". En altre document de 1160, Arnaldo de Llers restitueix a l'església catedral de Girona l'església de Sant Martí, que juntament amb altres havia estat presa contra justícia. En 1172, el bisbe de Girona, Guillem de Monells, fa donació de l'església de Caçà a la canònica de Girona, concedint-li diversos privilegis. En una butlla d'Innocenci IV de l'any 1246, confirma "Santi Martini" al monestir de Sant Salvador de Breda. En l'últim terç del s. XVI l'estructura arquitectònica d'aquell temple és insuficient. Es decideix la construcció d'un nou temple en creu de migdia i més tard el de la part de tramuntana. Els finestrals neogòtics de la nau foren dissenyats per Fèlix d'Azuà l'any 1906 i construïts a partir del 1926.
En obrir els finestrals el 1926 es van trobar a la paret de la nau 19 peces pertanyent a la portalada romànica. El 2022 se'n van trobar 37 més a les parets del campanar, que amb dues peces del timpà procedents d'altres llocs van permetre reconstruir l'aspecte de la portalada, que es va considerar molt important.

## Les campanes
Fins a l'any 1936 el campanar de l'església acollia set campanes, cinc de les quals varen ser destruïdes durant la Guerra Civil Espanyola; únicament es varen salvar les campanes del rellotge. El 1941 es fongueren les dues campanes litúrgiques actuals, cal destacar que formen un interval de tritó. La campana de les hores fou substituïda el 1988 per una de nova a causa d'una esquerda que li malmetia el só. Actualment la vella es troba dipositada a la sala de campanes.
| Nom                        | Fonedor                                | Any  | Boca (cm) | Massa (kg) |
| -------------------------- | -------------------------------------- | ---- | --------- | ---------- |
| Maria de les Sogues        | Hijo de Esteban Barberí (Olot, Girona) | 1941 | 80        | 300        |
| Martina                    | Hijo de Esteban Barberí (Olot, Girona) | 1941 | 119       | 1000       |
| Campana dels Quarts        | ?                                      | 1599 | 44        | 50         |
| Campana de les Hores nova  | Campanas Quintana (Saldaña, Palència)  | 1988 | 70        | 150        |
| Campana de les Hores vella | CALSA (Olot, Girona)                   | 1644 | 87        | 450        |